# トランスルーセントグラスキャットフィッシュ
トランスルーセントグラスキャットフィッシュ（学名 Kryptopterus bicirrhis）はナマズ目の淡水魚。別名（略称）「トランスルーセント」(半透明の意)、「トランスルーセントグラスキャット」。全長は最大で15センチメートル程である(大型と小型の二種類が存在するとも言われる)。体は頭部を除く全体が透けている。市場には5センチメートル程度のものが一般的に出回っている。観賞魚としては「グラスキャット」の名で通じる。メコン川、チャオプラヤ川流域、マレー半島、スマトラ島、ボルネオ島などに分布している。

## 形態
下あごの先端から二本の髭を長く前に伸ばす。背びれは短い糸のような形で目立たず、尾ひれは軽く二つに割れる。一般のナマズのように水底に潜ることはなく、中層に群れをなして、体をくねらせて泳いでいる。
よく観察すると時々胸のあたりに透明の脂肪のような泡のようなものが中にできでいることがある他、水温によって背びれが赤く染まるなどする。しかし特に魚体にこれといった影響はない。水中の細微なものが鰭などにもついていることもある。水質の悪化などで体調が崩れると透明な体が白く濁る。
同じ様に体全体が透けている魚としてタイ、マレーシアに分布するグラスフィッシュ、エンゼルフィッシュに似たグラスエンゼルがある。似た体形の魚にやや大型になるオムポック、牙が発達した肉食魚のパービャウ(Belodontichthys dinema)がある。比較的おとなしいので他の小型の熱帯魚との混泳にも向き、飼育もしやすいが、繁殖は容易でない。

## 生態系への影響
台湾では、タイから観賞用として移入され、「玻璃魚（ポーリーユー）」の名で養殖が行われているが、日月潭などの湖沼で繁殖し、雑食性のため、在来の魚の卵を食べて絶滅の危機に陥れていることが報告されている。